# アトリエ・K
株式会社アトリエ・K（アトリエケイ）は、日本のアトリエ系建築設計事務所。小林美夫が主宰。代表は杉浦定雄。

## 略歴
- 1968年3月 千代田区にアトリエ・K 設立
- 1970年3月 株式会社アトリエ・K へ組織変更
- 1996年12月 盛岡市に支店開設
- 2006年12月 中央区築地に移転
- 2012年2月 ミャンマー国ヤンゴン市に企画開発室を開設
- 2020年8月 千代田区九段南に移転

## 主な作品
- 1981年： 茨城県港公園展望塔
- 1981年： 神栖町平和の塔
- 1982年： 茨城県営武道館
- 1983年： 埼玉県大宮公園水泳場
- 1989年： 静岡県立大学
- 1990年： 岩手県営武道館
- 2000年： 一戸町総合運動公園クラブハウス
- 2007年： BDS柏の社